# Paragon (jeu vidéo)
Pour les articles homonymes, voir Paragon.
Paragon est un jeu vidéo de type MOBA développé et édité par Epic Games sur PlayStation 4 et Microsoft Windows. Annoncé lors du PlayStation Experience 2015, le jeu est initialement disponible sur PC lors du lancement en accès anticipé le 18 mars 2016 via un des trois packs Fondateurs disponibles, puis en bêta ouverte le 16 août 2016, sur PS4 également. Il est accessible directement via le lanceur d'Epic Games, aux côtés d'autres jeux développés par Epic, comme Fortnite.
Il est développé sur le moteur maison, l'Unreal Engine 4, et a pour objectif d'être le plus beau MOBA disponible sur le marché, et est le seul MOBA entièrement en 3D proposant de la verticalité, renforçant ainsi l'immersion et des techniques de gameplay unique. Il est proposé via un modèle free-to-play, et intègre une boutique en jeu. L'achat se résume essentiellement à des skins, caisses (contenant des skins exclusifs), ou à des boost d'expérience/réputation (absence totale de pay-to-win, donc).
En janvier 2018, Epic Games a annoncé l’arrêt du jeu et de sa bêta ouverte pour le 26 avril 2018. Les achats effectués dans le jeu ont été remboursés aux joueurs.

## Système de jeu
Comme tout MOBA, le joueur contrôle un héros parmi tous ceux disponibles. Ce dernier dispose d'un panel de quatre compétences (trois basiques + une ultime), en plus de son attaque de base qui sont propres à chaque héros, et aux effets très différents suivant le rôle du héros. 
Le jeu dispose de trois lanes et d'une jungle, la midlane (utilisée par le Mage), la safelane (aussi appelée duolane, utilisée par le Carry et le Support), et enfin l'offlane (aussi appelée la sololane, utilisée donc par l'offlaner). Mais rien n'empêche d'inverser des lanes/rôles pour déstabiliser l'adversaire.
Enfin, le jeu est régi par un système de deck, qui se compose de cartes et de gemmes à équiper tout au long d'une partie, qui dure en moyenne entre 20 et 30 minutes. 

### Rôles
Les rôles sont précis à chaque héros, bien que plusieurs héros peuvent avoir différents rôles, et peuvent donc être joués sur plusieurs lanes.
- Le midlaner : Il s'agit d'un des rôles les plus importants, souvent attribué au Mage. Il doit maintenir sa lane et ses tours, la midlane étant celle qui permet d'avoir un meilleur contrôle de la map (ganks, visibilité, etc), tout en récupérant les buffs de rivière (rivers camps), et en effectuant des rotations sur les deux autres lanes afin d'aider un gank ou simplement aider à défendre. Il dispose souvent de sorts de zone très puissants.
- Le jungler : Tout aussi important, le jungler se doit d'avoir une très grosse présence durant toute la partie. Majoritairement build en tank, le jungler doit, en plus de devoir se stuff rapidement, contester les buffs de rivière, et gank aussi souvent que possible une des trois lanes, afin de maintenir une pression constante. En fin de partie, il devient généralement le tank de l'équipe, et doit donc occuper le rôle de frontlaner (le gros bonhomme devant qui fonce dans le tas, et se doit d'être focus par l'équipe adverse), ainsi que de CC les cibles prioritaires.
- Le carry : Il est le damage dealer de l'équipe. Relativement faible en début de partie, il devient très vite puissant suivant l'avancée de son farm sur les lanes et sur les kills. Il reste un personnage faible, disposant de peu de PV, et se doit donc d'être protégé et défendu par le Support, ainsi que par le tank.
- Le support : Comme son nom l'indique, il est celui qui soutient sa team, via des boucliers, soins, ou autres compétences de soutien. Il partage son farm avec le carry, se situant sur la même lane. Le support est souvent une des cibles prioritaires avec le carry, il se doit donc de faire attention à son positionnement tout comme ce dernier.
- L'offlaner : Situé sur la sololane, il va passer une grande partie de son temps sur sa lane. Son rôle est d'outplayed (surpasser) l'offlaner ennemi, afin de pouvoir effectuer une pression sur cette lane. Ainsi, pendant que l'autre offlaner devra obligatoirement rester défendre, l'autre pourra effectuer des rotations et aider sa team pour un teamfight en 5v4, ou pour prendre un objectif par exemple.

### Équipement
Le stuff se résume à un deck composé de cartes et de gemmes. Chaque carte appartient à une affinité, au nombre total de 5. Chaque deck ne peut avoir que 2 affinités, avec un nombre total de 12 cartes et de 6 gemmes.
Durant une partie, quand un héros monte d'un niveau, il peut apprendre/améliorer une de ses 4 capacités. Mais il gagne également de l'or (gold), une très petite partie passivement tout le long de la game, et une grosse partie sous forme de bonus lors d'un last hit sur un minion ou un héros ennemi par exemple. A chaque palier de 1000 gold, il est possible de les dépenser dans un des 3 arbres de compétences suivant comment le joueur veut se spécialiser :
- Agilité : Il s'agit de l'arbre de compétences idéal pour un carry ou un assassin. Il octroie des bonus comme l'attack speed ou l'armure de base à chaque palier.
- Vitalité : L'arbre de compétences pour un tank par excellence. Il permet de booster sa vie et sa régénération de vie.
- Intelligence : Utilisé par les Mages pour augmenter les dégâts de ses compétences, et améliorer sa mana.

Chaque arbre de compétence peut monter jusqu'à 25 points (donc 25 000 gold), et peut être équipé d'un maximum de 5 gemmes (palier 1, 7, 13, 19, 25). Une gemme donne un "pouvoir" spécial supplémentaire comme 10 % de drain de vie par exemple, suivant son arbre. Il est possible de monter les 3 arbres en parallèles suivant l'équipement désiré.
Enfin, ces points obtenus dans les arbres de compétences (1 par palier de 1000 gold donc) sont utilisés pour équiper des cartes. Exemple, une carte peut couter 8 Agi/4 Vita, il faudra donc monter de 8 points l'arbre d'agilité, et de 4 points celui de vitalité (un total de 12 000 gold, donc).
Les cartes appartiennent à une affinité, que voici :
- Croissance : les cartes croissance (vertes) sont généralement utilisées par les tanks. Elles donnent en majorité davantage de hp, mais également un peu de puissance.
- Savoir : les cartes savoir (bleue) sont généralement utilisées par les mages. Elles donnent en majorité davantage de dégât de compétences, et un peu de contrôle.
- Ordre : les cartes ordre (blanches) sont généralement utilisées par les supports. Elles donnent en majorité des soins/boucliers/buffs, et un peu de hp aussi.
- Mort : les cartes mort (noires) sont généralement utilisées par les offlaners, voir les carrys. Elles donnent en majorité des debuffs, et un peu de dégât.

- Chaos : les cartes chaos (rouges) sont généralement utilisées par les carrys. Elles donnent en majorité davantage de dégâts.

Les cartes/gemmes s'obtiennent en jouant, via des coffres obtenus de diverses façons, même si un nouveau joueur débute avec toutes les gemmes, ainsi qu'une partie des cartes. Ces dernières peuvent également être "craft" via de la réputation, obtenue après chaque partie, encore une fois.

### Objectifs
Sur Paragon, il existe différents objectifs situés sur toute la carte, qui apparaissent suivant un timer donné.
- L'orbe primordiale : Il s'agit du buff le plus puissant du jeu. Il confère à l'équipe qui l'obtient différents bonus, comme des dégâts supplémentaires aux héros ainsi qu'aux minions, une régénération de vie/mana augmentée, etc. Il faut généralement toute l'équipe pour vaincre le boss rapidement, et ainsi empêcher que l'équipe adverse ne vienne le contester.
- Le raptor (Crocmord) : Second bonus d'équipe ayant son importance, le raptor (Fangtooth) donne un bonus permanent à chaque fois qu'il est vaincu. Sa première mort octroie donc +4 de puissance ainsi que 1 000 gold à toute l'équipe, sa seconde mort donne +4 puissance et 10 % de vitesse de déplacement hors combat. Sa troisième mort donne +4 puissance ainsi que 15 % de dégât supplémentaire sur les cibles non héros, et enfin, chaque mort suivante octroie +8 de puissance pour l'équipe.
- Les buffs de rivière : Appelés aussi rivers buffs, ils apparaissent à 3 minutes puis toutes les 2 minutes, à droite et à gauche de la midlane. Il donne un des 4 buffs choisi aléatoirement durant environ 40 secondes, et chacun donne un boost de regen mana. Le bleu octroie un bonus de vitesse de déplacement. Le rouge octroie 20 % de dégât de compétence supplémentaire. Le jaune donne un poison basé sur ses attaques de base, et enfin, le violet donne une invisibilité.
- Le buff vert : Situé dans chacune des 2 jungles, le green buff donne un bouclier qui renvoie les dégâts à son porteur. Très apprécié des junglers en début de game, c'est généralement le Carry qui s'en équipe en fin de partie.
- Le buff or : Situé sur la duolane, le gold buff donne 300 gold à celui qui le tue. Il est conseillé de le laisser pour le Carry de sa team, afin qu'il puisse se stuff plus rapidement.
- Le buff hp : Situé sur la sololane, il donne un boost de regen vie de l'ordre de 15hp/s durant 15 secondes.

## Personnages
Il y a 37 héros disponibles (il y en avait 13 lors de l'early access).
| Personnage    | Rôles                      |
| ------------- | -------------------------- |
| Aurora        | Offlane / Support          |
| Comtesse      | Midlane / Offlane          |
| Crunch        | Offlane / Jungle           |
| Dekker        | Support                    |
| Drongo        | Carry                      |
| Feng Mao      | Offlane / Jungle           |
| Fey           | Midlane / Support          |
| Gadget        | Midlane                    |
| Gideon        | Midlane                    |
| Greystone     | Offlane                    |
| Grim.exe      | Carry / Midlane            |
| Grux          | Jungle / Offlane           |
| Howitzer      | Midlane                    |
| Iggy & Scorch | Midlane / Offlane          |
| Kallari       | Offlane / Jungle           |
| Khaimera      | Jungle                     |
| Kwang         | Offlane / Jungle           |
| Lt. Belica    | Midlane / Support          |
| Morigesh      | Midlane                    |
| Murdock       | Carry                      |
| Muriel        | Support                    |
| Narbash       | Support                    |
| Phase         | Support                    |
| Rampage       | Jungle                     |
| Revenant      | Carry / Midlane / Offlane  |
| Riktor        | Support / Offlane / Jungle |
| Serath        | Carry / Offlane / Jungle   |
| Sevarog       | Jungle / Offlane           |
| Shinbi        | Offlane / Midlane          |
| Sparrow       | Carry                      |
| Spectre       | Midlane / Carry / Support  |
| Steel         | Support / Offlane          |
| Terra         | Offlane / Jungle           |
| Twinblast     | Carry                      |
| Wukong        | Offlane / Jungle / Carry   |
| Yin           | Carry                      |
| Zinx          | Midlane / Support          |

## Développement
Paragon est en bêta ouverte à partir de mars 2016. Depuis cette phase de lancement, le jeu a connu trois gros changements. 
Initialement proposé avec la carte Legacy, le système de Travel Mode fut supprimé à la V28. Legacy fut à son tour remplacée par une nouvelle carte, Monolith, lors du passage à la V35. Ce changement a été motivé par l'envie de faire de Paragon un jeu plus dynamique, et aussi d'éviter les parties d'une heure au passage. Enfin, lors de la V43, le système de construction fut entièrement remplacé par un nouveau système de cartes/gemmes à équiper, spécialement créées pour l'occasion.
Un des gros objectifs de Paragon était de pouvoir sortir un nouvel héros toutes les 3 semaines (depuis abandonné), et ce, dès son lancement en mars 2016. Fin 2017, en un an et demi, Paragon a accueilli 24 nouveaux héros aux côtés des anciens.
Sa sortie était prévue pour 2018, avant l'annonce le 26 janvier 2018 de la fermeture du jeu pour le 26 avril 2018. 

## Compétition et eSport
Un premier tournoi officiel, nommé PeX 2017, s'est déroulé en août 2017, avec un cash prize de 30 000$, réunissant les meilleures équipes compétitives européennes et américaines. Les parties sont non classées, mais il existe différents sites externes à Epic, comme Agora, qui calculent l'ELO du joueur via ces quickmatchs, proposant ainsi un classement via plusieurs ranks (Bronze, Argent, Or, Platine, Diamant et Maître), des statistiques pour chaque joueur, etc. Ainsi, depuis le début de l'early access, Agora a déjà calculé 4 saisons. Enfin, à côté de ça, il y a régulièrement des tournois amateurs, aussi bien européen (voire français) qu'américain, qui sont organisés avec l'aval d'Epic, proposant diverses récompenses ingame pour les vainqueurs.